# دوين باتلر
دوين باتلر (بالإنجليزية: Duane Butler)‏ هو لاعب كرة قدم أمريكية ولاعب كرة القدم الكندية أمريكي، ولد في 9 نوفمبر 1973 في تروتوود في الولايات المتحدة.

## وصلات خارجية
- دوين باتلر على موقع مرجع كرة القدم المحترفة.كوم (الإنجليزية)